# Jardín botánico Chirau Mita
Chirau Mita es un jardín botánico, que reúne más de 1200 especies de cactus de todo el mundo, además de cardones y varios géneros de árboles y especies de ambientes secos, como el aloe vera y las agaves.
Se encuentra en la localidad La Puntilla, del departamento de Chilecito, a 200 kilómetros de la capital de la provincia de La Rioja, Argentina.
Se lo considera el primer jardín botánico dedicado exclusivamente al estudio y la conservación de los cactus (Cactaceaes y suculentas) en Latinoamérica.

## Historia
El proyecto de Patricia Granillo y Sebastián Carod arrancó en 1996 como un estudio sobre el cultivo en zonas áridas y terminó teniendo como objetivo la educación, difusión y conservación de las plantas más representativas del continente americano y de algunas de otros. 
Fue fundado en 2003 (por falta de fondos cerró en 2008, pero reabrió en 2010) y es el primer jardín botánico dedicado exclusivamente al estudio y la conservación de los cactus (cactáceas y suculentas) en Latinoamérica.

## Descripción
Cuenta con más de mil cuatrocientas especies de países como México, Perú, Argentina, Sudáfrica, Namibia, Ecuador (islas Galápagos), Estados Unidos, Madagascar y otros. Algunas de las especies más extrañas que pueden hallarse son la Welwitschia mirabilis, de Namibia, o un Aloe dichotoma (árbol de más de 30 años que proviene de Sudáfrica y Namibia).
Con más de 10.000 metros cuadrados de cultivo sobre terrazas, el jardín puso en práctica un sistema ancestral de cultivo llamado de pircas y andenes, que recrea los viejos jardines y pucarás aborígenes que generaron sobre todo los incas. Su disposición y construcción permiten una apreciación directa, y en varios niveles, de todas las plantas, lo hace más dinámico al paseo y lo divide por sectores de interés y adaptación.
Al llegar a lo alto de la montaña, se ve la ciudad de Chilecito con el campanario de la iglesia de Santa Rita de Casia sobresaliendo entre los techos de las casas, la Cuesta de Miranda y, a lo lejos, los picos nevados del cordón del Famatina.

## Museo Arqueológico
Además del Jardín en el lugar hay un Museo Arqueológico de las Culturas, que expone objetos de las culturas ayampitin, aguada, diaguita, inca y Belén. Hay pinzas de depilar de piedra, urnas funerarias y figura de La Dama de Vichigasta, representa el culto a la fertilidad. También hay unos huevos de dinosaurios que se encontraron en la región.

## Ubicación exacta
Avenida Primera Junta, camino a La Puntilla, Chilecito, La Rioja.
Planos y vistas satelitales. 29°9′36″S 67°29′15″O / -29.16000, -67.48750
Desde la plaza Caudillos Federales de Chilecito, a seis cuadras tomando la calle 25 de mayo, bajando por la calle Gobernador Motta se empalma con la ruta provincial 12.